# Atletika na Letních olympijských hrách 1968 – 200 metrů ženy
 Běh na 200 metrů žen na Letních olympijských hrách 1968 se uskutečnil ve dnech 17. a 18. října na Olympijském stadionu v Ciudad de México. 

## Výsledky finálového běhu
| *                | jméno               | země                   | čas  |
| ---------------- | ------------------- | ---------------------- | ---- |
| Zlatá medaile    | Irena Szewińská     | Polsko                 | 22,5 |
| Stříbrná medaile | Raelene Boyleová    | Austrálie              | 22,7 |
| Bronzová medaile | Jenny Lamyová       | Austrálie              | 22,8 |
| 4                | Barbara Ferrellová  | Spojené státy americké | 22,9 |
| 5                | Nicole Montandonová | Francie                | 23,0 |
| 6                | Wyomia Tyusová      | Spojené státy americké | 23,0 |
| 7                | Margaret Bailesová  | Spojené státy americké | 23,1 |
| 8                | Jutta Stöcková      | Západní Německo        | 23,2 |